# 賴哈姆納省
32°14′21″N 7°57′29″W / 32.2392°N 7.9581°W
賴哈姆納省（阿拉伯语：‎）是摩洛哥的省份，位於該國西北部，由馬拉喀什-薩菲大區負責管轄，首府設於本傑里爾，面積20,986平方公里，2014年人口315,077，人口密度每平方公里15人。